# Список замков Перт-энд-Кинросса
Ниже представлен список замков в округе Перт-энд-Кинросс, Шотландия.
| Название                                       | Тип                                 | Дата постройки           | Состояние     | Изображение | Владение                           | Примечания |
| ---------------------------------------------- | ----------------------------------- | ------------------------ | ------------- | ----------- | ---------------------------------- | --- |
| Замок Ардблэр (англ. Ardblair Castle)          | замок                               | XVI в.                   | сохранился    |             | Блэр-Олифанты                      | Построен кланом Блэр. В 1792 году перешёл к Олифантам в результате брака. Частная резиденция. |
| Башня Арнот (англ. Arnot Tower)                | замок                               | ок. 1507                 | руины         |             |                                    | Построена Арнотами, включает укрепления начала XV века. Арноты были ярыми сторонниками Роберт Брюса. Заброшена ок. 1700 года и пришла в упадок. |
| Замок Ашинтулли (англ. Ashintully Castle)      | рыцарская башня                     | 1583                     | сохранился    |             | частная собственность              | Построен кланом Сполдинг. В 1597 году атакован Джоном Стюартом, 1-м графом Атолл. Частная резиденция. |
| Замок Балхауси (англ. Balhousie Castle)        | замок                               | 1631                     | перестроен    |             | Попечители Чёрной стражи           | Принадлежал графам Кинньюл. Пришёл в упадок в начале XIX века, перестроен в стиле шотландских баронов в 1862—1864 годах. С 2009 года штаб-квартира попечителей Чёрной стражи и полковой музей. |
| Замок Бальманно (англ. Balmanno Castle)        | рыцарская башня                     | ок. 1570                 | перестроен    |             | частная собственность              | Построен Джорджем Окинлеком (ум. 1596), племянником 4-го графа Мортон, участвовавшем в заговоре с целью убийства Давида Риччо. Отреставрирован и расширен в 1915 году. Частная резиденция. |
| Замок Балтайок (англ. Balthayock Castle)       | рыцарская башня                     | конец XIV в.             | восстановлен  |             | Агентство «Историческая Шотландия» | Земли во владении клана Блэр со времён Вильгельма Завоевателя. Пришёл в упадок, но восстановлен в 1870 году. Обитаем до середины XX века; ныне пустует, но в хорошем состоянии. |
| Замок Балвэрд (англ. Balvaird Castle)          | рыцарская башня                     | ок. 1495                 | руины         |             | частная собственность              | Построен членом клана Мюррей после получения земель от клана Баркли в результате брака. В 1567 году построен торхаус. В 1621 году Мюрреи стали виконтами Стормонт и перебрались в Скунский дворец в 1658 году. До 2017 года во владении Мюрреев.                                                                   |
| Замок Блэккрейг (англ. Blackcraig Castle)      | особняк в стиле шотландских баронов | 1856                     | перестроен    |             | частная собственность              | Построен Патриком Алланом Фрейзером; включает рыцарскую башню XVI века. Продан в 1890 году, много лет функционировал как гостевой дом. Отреставрирован, доступен для проведения мероприятий. |
| Замок Блэр (англ. Blair Castle)                | замок                               | 1269                     | перестроен    |             | Благотворительный фонд Блэр        | Родовое гнездо герцога Атолл, вождя клана Мюррей. Строительство начато Джоном Коминым, лордом Баденох на землях Дэвида де Стратбоги, 8-го графа Атолл. Датируется в основном XV и XVI веками, однако сохранились элементы Башни Комина; расширен в 1870-х годах. С 1996 года управляется благотворительным фондом. |
| Замок Берли (англ. Burleigh Castle)            | рыцарская башня                     | конец XV — начало XVI в. | руины         |             | Агентство «Историческая Шотландия» | Построен Джоном Бальфуром из Балгарви. В замке несколько раз останавливался Яков VI (в 1587, 1589 и 1596 годах). В 1607 году семья получила титул лордов Бальфур из Берли. |
| Чёрный замок (англ. Black Castle)              | замок                               | ок. 1326                 | руины         |             |                                    | Построен сэром Джоном Кэмпбеллом. Сожжён в 1512 году из-за страха перед чумой и превратился в руины. |
| Замок Клагги (англ. Castle Cluggy)             | рыцарская башня                     | до 1467                  | руины         |             |                                    | Построен на месте более раннего сооружения. Земли принадлежали клану Комин в XIV веке, клану Драммонд — в XV веке, и клану Мюррей — в XVI веке. |
| Замок Комри (англ. Comrie Castle)              | рыцарская башня                     | XV в.                    | руины         |             |                                    | Родовое гнездо клана Мензис. Частично сгорел в 1487 году, семья перебралась в замок Уим. Восстановлен в XVI веке. Заброшен в середине XVIII века и пришёл в упадок. |
| Замок Хантли (англ. Castle Huntly)             | замок                               | ок. 1452                 | сохранился    |             | Шотландская тюремная служба        | Построен Эндрю Греем, 1-м лордом Грей. В 1614 году куплен графом Стратмор и переименован в замок Лайон. В 1770-е годы продан Джорджу Патерсону из Британской Ост-Индской компании. С 1940-х годов является тюрьмой.                                                                                                |
| Замок Далнаглар (англ. Dalnaglar Castle)       | особняк в стиле шотландских баронов | 1864                     | сохранился    |             | частная собственность              | В XVIII веке на этом месте был охотничий домик. Построен Дэниелом Робертсоном, банкиром королевы Виктории. Площадка для проведения мероприятий. |
| Замок Драммонд (англ. Drummond Castle)         | рыцарская башня                     | ок. 1490                 | сохранился    |             | Барон Уиллоуби де Эрзби            | Земли клана Драммонд с XIV века. Построен Джоном Драммондом, 1-м лордом Драммонд. В 1689 году пристроен особняк. В 1750 году отошёл Короне, в 1784 году продан Джеймсу Драммонду, 1-му барону Перт. Знаменит своим садом XVII века.                                                                                |
| Замок Дапплин (англ. Dupplin Castle)           | особняк в стиле шотландских баронов | 1832                     | перестроен    |             | частная собственность              | Изначальный замок во владении клана Олифант в конце XIII века. Разрушен в 1461 году; восстановлен. В 1623 году перешёл к Джорджу Хэю, 1-му графу Кинньюл. В 1827 году сгорел; восстановлен Уильямом Берном. Снова сгорел, снесён в 1967 году. В 1970 году построен особняк.                                        |
| Замок Элхо (англ. Elcho Castle)                | рыцарская башня                     | ок. 1560                 | сохранился    |             | Агентство «Историческая Шотландия» | Построен кланом Уимс. Почти сгорел в 1773 году и использовался как зернохранилище. Позже заброшен. Передан государству Хьюго Чартерисом, 11-м графом Уимс в 1929 году. Ныне музей и гостиница. |
| Замок Финлариг (англ. Finlarig Castle)         | рыцарская башня                     | 1629                     | руины         |             |                                    | Построен сэром Дунканом Кэмпбеллом, 1-м баронетом Гленорхи. В 1713 году замок посетил Роберт Рой Макгрегор. |
| Замок Фортер (англ. Forter Castle)             | рыцарская башня                     | 1560                     | восстановлен  |             | частная собственность              | Построен Джеймсом Огилви, 5-м лордом Огилви из Эйрли. Сожжён Арчибальдом Кэмпбеллом, 1-м маркизом Аргайл в 1640 году. Восстановлен в начале 1990-х годов. Частная резиденция, гостиница и площадка для мероприятий.                                                                                                |
| Замок Хантингтауэр (англ. Huntingtower Castle) | замок                               | XIV в.                   | сохранился    |             | Агентство «Историческая Шотландия» | Место смерти Александра Стюарта, графа Бьюкен (ум. 1394). В XV веке во владении клана Рутвен и назывался замок Рутвен. В 1600 году конфискован Короной и переименован. С 1643 года в собственности Патрика Мюррея, 1-го графа Таллибардин. Открыт для посещения.                                                   |
| Замок Инверких (англ. Inverquiech Castle)      | замок                               | XIII в.                  | руины         |             |                                    | Королевский замок Александра II. В XIV веке во владении клана Линдси. |
| Замок Кинклавен (англ. Kinclaven Castle)       | замок                               | XIII в.                  | руины         |             |                                    | Королевский замок Александра II. Отбит у англичан Уильямом Уоллесом в 1297 году, однако позже снова под контролем англичан. Захвачен хранителем Шотландии Эндрю Мореем в 1337 году. |
| Замок Кинфаунс (англ. Kinfauns Castle)         | особняк в виде замка                | 1825                     | сохранился    |             | частная собственность              | В 1313 году во владении клана Чартерис, затем Карнеги и Блэр. С 1741 года перешёл к 11-му лорду Грей в результате брака. В 1878 году перешёл к графу Морей; продан в 1930 году. Частная резиденция. |
| Замок Киннэрд (англ. Kinnaird Castle)          | рыцарская башня                     | ок. 1500                 | восстановлен  |             | частная собственность              | Во времена Вильгельма Завоевателя во владении семьи Киннэрд. Восстановлен в 1855 году и с тех пор является частной резиденцией. |
| Замок Лохливен (англ. Lochleven Castle)        | замок                               | ок. 1300                 | руины         |             | Агентство «Историческая Шотландия» | Во второй половине XIV века перешёл в собственность Уильяма Дугласа, 1-го графа Дуглас. Место заключения Марии Стюарт в 1567—1568 годах. В 1675 году куплен архитектором Уильямом Брюсом; с тех пор необитаем. |
| Замок Меггерни (англ. Meggernie Castle)        | замок                               | ок. 1585                 | перестроен    |             | частная собственность              | Построен Джоном Кэмпбеллом из Гленлайона. Отремонтирован в XIX веке; пристроен особняк. Частная резиденция. Рисунок 1829 года. |
| Замок Меггинч (англ. Megginch Castle)          | замок                               | XV в.                    | сохранился    |             | частная собственность              | Имеются сады XIX века. Фамильная резиденция Джейн Черри Драммонд, 16-й баронессы Стрейндж (1928—2005). По завещанию всё имущество отошло её младшей дочери Кэтрин Драммонд-Хердман. Частная резиденция. |
| Замок Мензис (англ. Castle Menzies)            | замок                               | XVI в.                   | восстановлен  |             | Благотворительный фонд Мензис      | Родовое гнездо клана Мензис. В 1840 году пристроено крыло по проекту Уильяма Берна. В 1855—1858 годах резиденция Далипа Сингха. В 1918 году продан Фрэнсису Уилли (позже барон Барнби). Восстановлен во второй половине XX века.                                                                                   |
| Замок Метвен (англ. Methven Castle)            | особняк в виде замка                | 1664                     | восстановлен  |             | частная собственность              | Земли Моубреев в XII веке, конфискованы Робертом Брюсом и переданы Уолтеру Стюарту, лорду-стюарду Шотландии. В 1503 году подарен Маргарите Тюдор на свадьбу. В 1664—1923 годах во владении Смитов из Брако. Восстановлен в конце XX века. Частная резиденция.                                                      |
| Замок Мертли (англ. Murthly Castle)            | особняк                             | XV в.                    | сохранился    |             | частная собственность              | В 1827 году сэр Джон Драммонд Стюарт, 6-й баронет заказал строительство амбициозного Мертли-хауса. Он так и не был достроен и был снесён в 1949 году. Частная резиденция. |
| Замок Ньютон (англ. Newton Castle)             | рыцарская башня                     | ок. 1550                 | сохранился    |             | Вождь клана Макферсон              | Построен Джорджем Драммондом. Позже во владении Грэмов из Балгована и Макферсонов. В XVIII веке внесены мелкие изменения, в 1883 году пристроено новое крыло. Частная резиденция. |
| Замок Клуни (англ. Clunie Castle)              | рыцарская башня                     | XVI в.                   | руины         |             |                                    | Построен епископом Данкельда из камня от одноимённого близлежащего замка XIII века. В 1296 году король Англии Эдуард I останавливался в нём по пути в замок Инверких. Разрушен вандалами в 1960-е годы, крыша провалилась.                                                                                         |
| Замок Перт (англ. Perth Castle)                | мотт и бейли                        | XII в.                   | не сохранился |             |                                    | Построен на месте замка IX века. На рубеже XIII века несколько раз переходил из рук шотландцев в руки англичан и обратно. В 1313 году разрушен по приказу Роберта Брюса. |
| Замок Теймут (англ. Taymouth Castle)           | особняк                             | 1842                     | восстановлен  |             | частная собственность              | Земли клана Кэмпбелл. Построен на месте замка Баллох середины XVI века. Из-за серьёзных разрушений пустовал с прибл. 1982 года. В 2019 году продан; реконструкция завершена в конце 2024 года. Поделён на частные апартаменты .                                                                                    |
| Башня Летенди (англ. Tower of Lethendy)        | особняк в стиле шотландских баронов | 1884                     | сохранился    |             | частная собственность              | Земли клана Херон. Включает перестроенную рыцарскую башню XVII века. Интерьер обновлён в начале 2000-х годов. Площадка для проведения мероприятий. |
| Замок Таллибол (англ. Tullibole Castle)        | замок                               | 1608                     | сохранился    |             | Барон Монкрифф                     | Построен на месте замка начала XIV века. Перешёл к Монкриффам в результате брака в 1740 году. Расширен в XVIII веке; отреставрирован в 1950-х годах. Ныне полупансион и площадка для мероприятий. |
| Замок Уим (англ. Weem Castle)                  | замок                               | конец XV в.              | не сохранился |             |                                    | Находился рядом с замком Мензис. Построен сэром Робертом Мензисом после того, как в 1487 году сгорел замок Комри. Разрушен в 1502 году Найджелом Стюартом из Гарта. |